# ساينس ديلي
ساينس ديلي (بالإنجليزية: Science Daily) هو موقع ويب أمريكي يجمع البيانات الصحفية وينشر إصدارات صحفية معدلة بخفة (ممارسة تدعى churnalism ) حول العلوم، على غرار Phys.org و EurekAlert!.

تم تأسيس الموقع من قبل الزوجين دان وميشيل هوجان في عام 1995 ؛ عمل دان هوجان سابقًا في قسم الشؤون العامة بمختبر جاكسون في كتابة البيانات الصحفية. يجني الموقع المال من بيع الإعلانات. واعتبارًا من عام 2010، ذكر الموقع أنه نما «من عملية مكونة من شخصين إلى عمل إخباري كامل مع مساهمين عالميين» ولكن في ذلك الوقت، تم تشغيله من منزل هوجانز، ولم يكن لديه صحفيون، وأعيد طبع النشرات الصحفية فقط.
في عام 2012، صنفت Quantcast في 614 مع 2.6 مليون زائر أمريكي.

## وصلات خارجية
- الموقع الرسمي
- Alexa نسخة محفوظة 26 فبراير 2020 على موقع واي باك مشين.